# زنامنسکویه (چچن)
زنامنسکویه (انگلیسی: Znamenskoye, Chechen Republic) یک شهرک در شهرستان نادترچنی استان چچن کشور روسیه است.